# Parti pour la liberté
Ne doit pas être confondu avec Parti de la liberté (Pays-Bas).
Le Parti pour la liberté (en néerlandais : Partij voor de Vrijheid, abrégé en PVV) est un parti politique néerlandais d'extrême droite fondé en 2006 par Geert Wilders.

## Histoire
Le 2 septembre 2004, le député Geert Wilders, élu du Parti populaire pour la liberté et la démocratie à la Seconde Chambre, quitte son groupe car en désaccord avec la politique menée par son parti. Il décide de ne pas rendre son siège et de créer son propre groupe, le Groep Wilders, dont il était le seul membre. Il adopte des positions fermes mais nuancées sur ses thèmes de prédilection que sont l'immigration et la justice[réf. nécessaire].
Le 22 février 2006, le Parti pour la liberté est créé afin de se présenter aux élections législatives de 2006. Il n'est toutefois pas ouvert aux adhésions, choisissant d'être financé exclusivement par des financiers privés.
Au cours des années, le PVV connaît une ascension fulgurante : se présentant pour la première fois aux élections législatives en 2006, il obtient 5,9 % et 9 sièges à la Seconde Chambre, devenant ainsi la cinquième force politique du pays. Aux élections européennes de 2009, le parti parvient à recueillir 17 % des suffrages et remporte alors 4 sièges (sur 25) au Parlement européen, il devient alors la deuxième force politique du pays. Lors de sa première participation aux élections municipales en 2010, le PVV est arrivé en tête à Almere (9 sièges sur 39) et deuxième à La Haye (8 sièges).

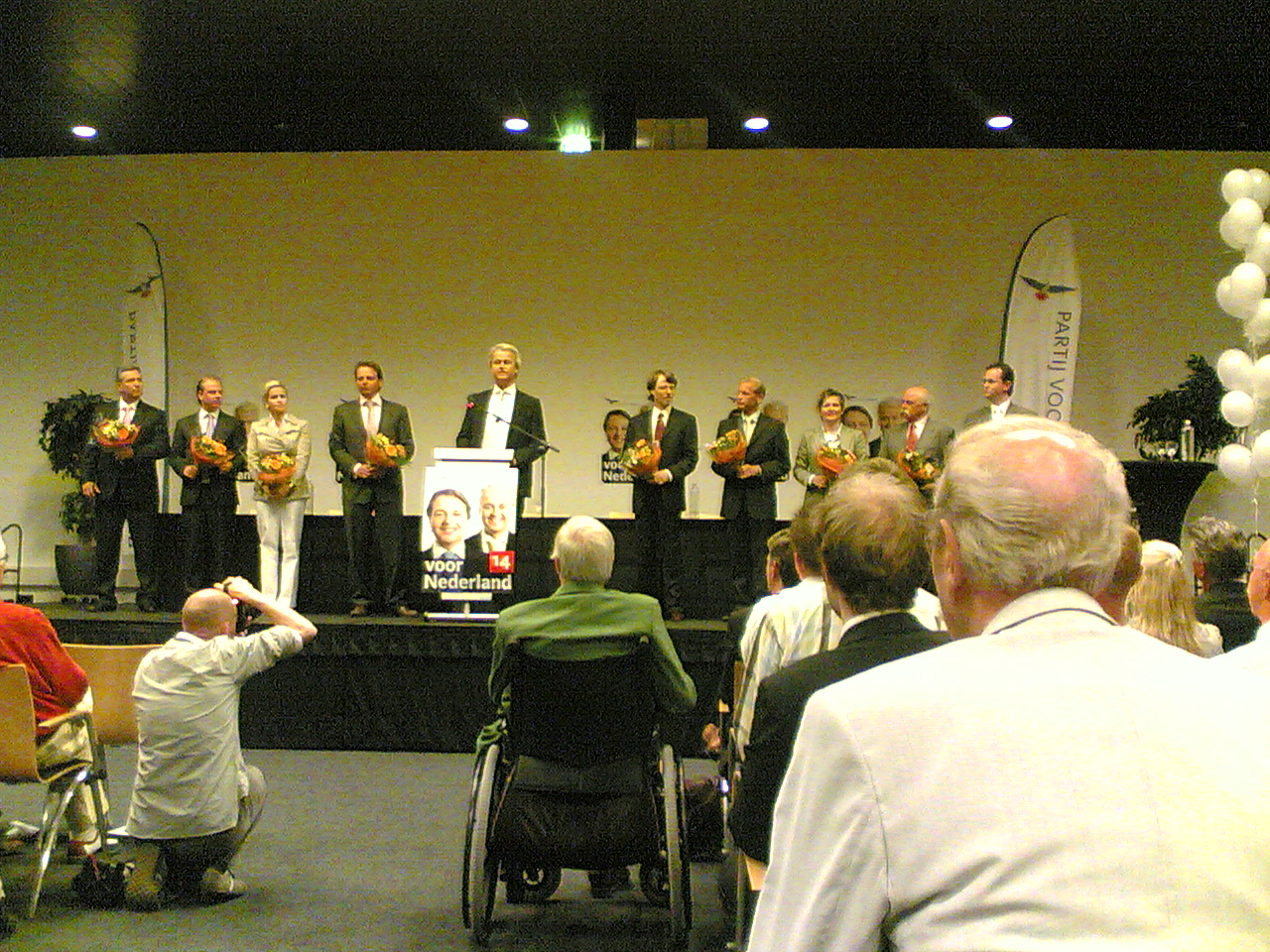
Une réunion publique durant la campagne électorale de 2009.

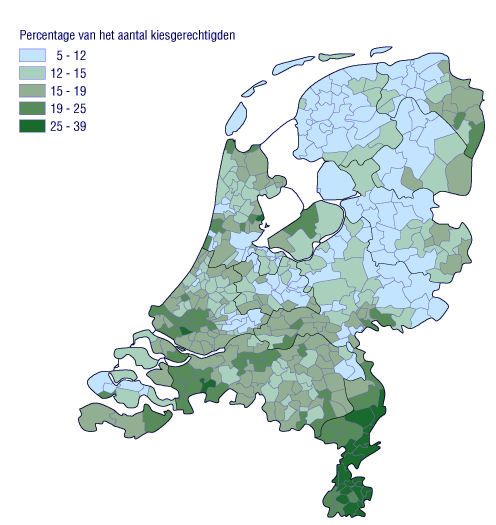
Pourcentage d'électeurs par commune ayant voté pour le PVV, en 2010.

Les élections législatives de 2010, provoquées par la démission du gouvernement néerlandais, confirment la percée du parti sur la scène politique des Pays-Bas : il est en effet considéré comme le grand gagnant de ces élections, rassemblant 15,4 % des suffrages et passant de 9 à 24 sièges (sur 150) et devenant ainsi la troisième force politique du pays. À la suite de ces résultats, la reine Beatrix a demandé d’envisager une future coalition entre les libéraux du VVD et le PVV. C’est finalement un gouvernement minoritaire qui est formé entre le VVD et le CDA mais avec le soutien du PVV. Cette stratégie du PVV est payante puisqu’en 2011, un sondage montrait que 25 % des électeurs du PVV et un sixième de l’ensemble des électeurs pensent que Geert Wilders est ministre du gouvernement de Mark Rutte.
Le parti fait tomber le cabinet Rutte et de nouvelles élections ont lieu en septembre 2012. Elles sont un échec pour Geert Wilders. Le parti passe de 15 à 10 % des voix. Le PVV entre dans l'opposition tandis que le VVD (libéraux-conservateurs) et le PvdA (travaillistes) s'unissent pour gouverner et former ainsi le cabinet Rutte II (79 députés, soit 52,9 % des sièges).
Très vite, le gouvernement dévisse dans les sondages, en particulier les travaillistes. Le PVV part favori pour les élections de mars 2017. Néanmoins, tous les partis ont fermé la porte à son inclusion au gouvernement, y compris en cas de première place.
Le PVV arrive largement en tête des élections législatives anticipées du 22 novembre 2023 devançant largement la liste écologiste et socialiste emmenée par l’ex-commissaire européen Frans Timmermans. Il obtient trente-sept sièges de député sur les cent cinquante de la Seconde Chambre, soit vingt de plus qu’en 2021, un score jamais atteint par ce parti. Après les élections, le parlementaire PVV Martin Bosma est élu président de la Chambre des représentants. C'est la première fois qu'un membre du PVV occupe ce poste.
En mai 2024, après six mois de négociations, un accord de coalition est conclu entre le PVV, le Nouveau Contrat social, le Mouvement agriculteur-citoyen et le Parti populaire pour la liberté et la démocratie. Au cours des pourparlers, tous les partis conviennent qu'aucun de leurs dirigeants n'occuperait le poste de Premier ministre, optant plutôt pour un politicien indépendant. Le PVV propose d'abord Ronald Plasterk pour ce poste, mais sa candidature est retirée à la suite d'accusations de fraude. Le PVV propose alors Dick Schoof, un fonctionnaire, comme Premier ministre. Le cabinet Schoof prête serment le 2 juillet 2024, et la femme politique Fleur Agema, membre du PVV, est nommée vice-première ministre. Le PVV se retire du cabinet le 3 juin 2025 après avoir échoué à trouver un accord avec les partenaires de la coalition sur la modification des réglementations néerlandaises en matière d'asile.

## Ligne politique
De nombreuses sources situent le Parti pour la liberté à l'extrême droite, dont de nombreux médias,,,,,,,,,,,, de même que des chercheurs comme Jean-Yves Camus ou Nicolas Lebourg. Pierre-André Taguieff estime qu'il « ne saurait [...] être inclus dans le paysage de l'extrémisme, quels que soient les excès de langage de son leader ». Pour Jean-Pierre Stroobants, journaliste au Monde, il s'agit d'« un parti sans structure et sans argent » et « sans véritable programme, outre la défense des oubliés du système, la condamnation sans nuance de l’immigration, de l’islam et de l’Europe dont, à en croire son leader, Geert Wilders, les Pays-Bas gagneraient à délaisser la monnaie et le projet ».
Son programme comprend des éléments nationalistes, conservateurs et libéraux : on compare les positions du parti sur certains sujets, notamment sa fermeté en ce qui concerne l’immigration et la justice, à celle de la populiste Liste Pim Fortuyn, mais il se définit davantage comme d’inspiration conservatrice et libérale.
D'après l'universitaire Jan Herman Brinks, « le pouvoir de séduction du PVV sur l’électorat néerlandais repose sur deux piliers principaux : des options sévèrement anti-islamiques, et une critique virulente de la classe politique dirigeante nationale ». Il intègre parmi ses priorités l’interdiction immédiate et totale de l’immigration en provenance des pays musulmans, l’interdiction de construire de nouvelles mosquées, la fermeture de toutes les écoles islamiques et l’introduction de lois interdisant le port de la burqa et bannissant « le Coran fasciste ».
Il est néolibéral sur le plan économique. Il est opposé à l’allongement de l’âge légal de départ à la retraite et à la baisse des déductions fiscales sur l’épargne-retraite.
Geert Wilders prône le rattachement de la Flandre belge aux Pays-Bas et propose de consulter, par référendum, Néerlandais et Flamands sur ce projet ; le Vlaams Belang, parti flamand d'extrême droite, soutient cette idée. D'après Nicolas Lebourg, « la question d’un espace pouvant aller du Nord de la France aux Pays-Bas [est] une proposition récurrente de l’extrême droite radicale dans cette zone ».
En 2010, Jan Herman Brinks estime que « sur l'UE, la position du PVV est ambiguë. Officiellement, le parti est sceptique vis-à-vis de la coopération entre États, à l'exception des affaires économiques et monétaires ». Geert Wilders s'engage à partir de 2014 à organiser la sortie de son pays de l’Union européenne et de la monnaie unique ; il affirme alors que cette démarche entraînerait une forte croissance de l’économie néerlandaise et rapporterait chaque année environ 10 000 euros à chaque famille. À l'occasion des élections européennes de 2014, Laurent de Boissieu le classe parmi « les souverainistes les plus radicaux » en Europe avec l'Union populaire républicaine de François Asselineau en France, en raison de leur projet de « sortir de la construction européenne », et pas seulement de l’Union européenne ». Geert Wilders salue la décision des Britanniques de sortir de l'Union européenne en juin 2016, et s'engage à organiser un référendum similaire en cas d'accès aux responsabilités aux Pays-Bas ; le PVV est le seul parti parlementaire néerlandais à proposer une telle mesure.
Sur le plan institutionnel, il défend l'introduction du référendum d’initiative populaire et du mandat impératif. Jan Herman Brinks note que le PVV « prône l'introduction de référendums à force obligatoire – une opinion partagée bien au-delà de son parti ».
Le parti s'oppose à l’Accord de Paris sur le climat, signé en décembre 2015, et qualifie le texte d’ « inepties qui ne font qu’ajouter un fardeau supplémentaire sur notre peuple ».

### Programme
(mars 2017).
D'après le programme électoral publié sur le site officiel pour les élections législatives de 2010, le PVV réclame :
Sur le plan international :
- le maintien dans l'OTAN et l'appel à l'exclusion de la Turquie ;
- le retrait du pays de l'UE et de la zone euro (retour au florin) ;
- la fin de tout soutien à la Palestine ;
- le soutien aux Afrikaners, en raison de l'héritage historique.

Contre l'islam :
- la fermeture de toutes les écoles musulmanes (p. 15) ;
- l'interdiction du halal (p. 55) - le cacher, aussi mentionné p. 55, fut retiré selon une déclaration de Wilders au Jerusalem Post[44] ;
- l'inscription, dans la constitution, de la primauté de la culture judéo-chrétienne et humaniste (p. 35).

Sur le plan social :
- la défense des droits LGBT (p. 33) ;
- l'opposition à toute séparation des sexes (p. 15) ;
- l'enregistrement de l'ethnie de tous les citoyens néerlandais (p. 11).

## Organisation
Le PVV est une association dont Geert Wilders est le seul membre : Béatrice Giblin-Delvallet note que « cette forme d'organisation permet à Wilders de contrôler personnellement les candidats sur les listes électorales du PVV et les élus. Cela lui permet aussi de ne rien révéler de son financement. Les efforts de certains élus pour démocratiser le PVV ont jusqu'ici échoué »,,.

### Financement
Le financement public des partis n'étant ouvert aux Pays-Bas qu'à partir de 1 000 membres, le PVV, qui n'a pas de système d'adhésion, n'est pas concerné.
La question des financements est taboue. Le PVV refuse de publier ses mécènes et a même promis de tout faire contre des lois qui le contraindrait à les divulguer. Mais d'après Hero Brinkman (nl), un ancien député qui a quitté le PVV, le PVV est principalement financé par des groupes de pression (lobbies) américains. D'après Reuters, le groupe néoconservateur Forum du Moyen-Orient dirigé par Daniel Pipes a payé les procès de Wilders ainsi que sa sécurité. David Horowitz l'a aussi « grassement payé » pour deux discours aux États-Unis. Ces financements se sont poursuivis les années suivantes, le PVV ayant notamment obtenu 108 244 euros en 2015 versés par David Horowitz Freedom Center, un think tank animé par David Horowitz.

### Dirigeant
- Geert Wilders (depuis 2006)

## Résultats électoraux

### Élections législatives

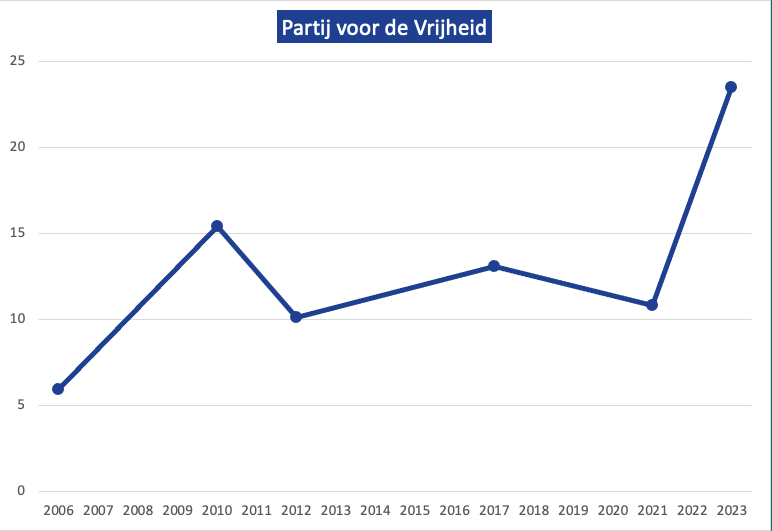
Evolution des résultats électoraux du PVV à la Seconde Chambre.

| Année | Candidat      | Voix      | %     | Rang | Sièges   | Gouvernement               |
| ----- | ------------- | --------- | ----- | ---- | -------- | -------------------------- |
| 2006  | Geert Wilders | 579 490   | 5,89  | 5e   | 9 / 150  | Opposition                 |
| 2010  | Geert Wilders | 1 454 493 | 15,45 | 3e   | 24 / 150 | Soutien sans participation |
| 2012  | Geert Wilders | 950 263   | 10,08 | 3e   | 15 / 150 | Opposition                 |
| 2017  | Geert Wilders | 1 372 941 | 13,06 | 2e   | 20 / 150 | Opposition                 |
| 2021  | Geert Wilders | 1 124 482 | 10,79 | 3e   | 17 / 150 | Opposition                 |
| 2023  | Geert Wilders | 2 450 855 | 23,49 | 1er  | 37 / 150 | Schoof                     |

### Élections européennes
| Année | Voix      | %    | Rang | Sièges | Tête de liste       | Groupe                            |
| ----- | --------- | ---- | ---- | ------ | ------------------- | --------------------------------- |
| 2009  | 772 746   | 17,0 | 2e   | 4 / 25 | Barry Madlener      | NI                                |
| 2014  | 633 114   | 13,3 | 3e   | 4 / 26 | Marcel de Graaff    | NI (2014-2015), ENL (depuis 2015) |
| 2019  | 194 178   | 3,5  | 10e  | 1 / 29 | Marcel de Graaff    | ID                                |
| 2024  | 1 057 662 | 17,0 | 2e   | 6 / 31 | Sebastiaan Stöteler | PfE                               |